# Brugheas
Brugheas – miejscowość i gmina we Francji, w regionie Owernia-Rodan-Alpy, w departamencie Allier.
Według danych na rok 1990 gminę zamieszkiwały 1213 osoby, a gęstość zaludnienia wynosiła 45 osób/km². W styczniu 2015 r. Brugheas zamieszkiwały 1462 osoby, przy gęstości zaludnienia wynoszącej 54,2 osób/km².